# Rivière Jean-Boivin
Cet article possède des paronymes, voir Rivière Boivin et Petite rivière Jean-Boivin.
La rivière Jean-Boivin est un cours d'eau douce affluent de la rivière Cyriac, coulant dans le territoire non organisé de Lac-Ministuk, dans la municipalité régionale de comté du Fjord-du-Saguenay, dans la région administrative du Saguenay–Lac-Saint-Jean, dans la province de Québec, au Canada. Le cours supérieur et intermédiaire de la rivière Jean-Boivin traverse la réserve faunique des Laurentides.
La rivière Jean-Boivin est accessible par la route 175 ; d’autres routes forestières secondaires ont été aménagées dans le secteur pour les besoins de la foresterie et des activités récréotouristiques,.
La foresterie constitue la première activité économique du secteur ; les activités récréotouristiques, en second.
La surface de la rivière Jean-Boivin est habituellement gelée de la fin novembre au début avril, toutefois la circulation sécuritaire sur la glace se fait généralement de la mi-décembre à la fin mars.

## Géographie
Les principaux bassins versants voisins de la rivière Jean-Boivin sont :
- côté nord : rivière Cyriac, lac Simoncouche, rivière Simoncouche, lac Kénogami, rivière Saguenay ;
- côté est : rivière Cyriac, lac des Îlets, lac Grimard, lac Cyriac, lac Lecompte, rivière du Moulin, bras Sec ;
- côté sud : lac Chavary, lac Ministuk, Petite rivière Pikauba, lac Lévesque, lac Yvette ;
- côté ouest : ruisseau Hector, lac Richelieu, Petite rivière Pikauba, lac Minustuk, lac Cyriac, rivière Pikauba[2].

La rivière Jean-Boivin prend sa source à l'embouchure du Petit lac Richelieu (longueur : 0,35 km ; altitude : 584 m). L'embouchure nord de lac est située à :
- 2,4 km à l’ouest du cours de la rivière Normand ;
- 3,4 km au nord-est d’une courbe de la Petite rivière Pikauba ;
- 3,2 km au nord-ouest du lac Grimard ;
- 8,1 km au sud-ouest de la route 175 ;
- 12,2 km au sud de la confluence de la rivière Jean-Boivin et de la rivière Cyriac[2].

À partir du petit lac Richelieu, le cours de la rivière Jean-Boivin coule sur 18,1 kilomètres entièrement en zone forestière, avec une dénivellation de 334 m, selon les segments suivants :
- 0,5 km vers l’ouest, notamment en traversant sur 0,4 km le lac Richelieu (longueur : 0,6 km ; altitude : 579 m), jusqu’à son embouchure ;
- 0,8 km vers le nord-ouest notamment en traversant sur 0,3 km le lac Boivin (longueur : 0,5 km ; altitude : 524 m), jusqu’à son embouchure ;
- 1,4 km vers le nord-est dans une vallée encaissée jusqu’à la décharge (venant du nord) des lacs Ève et Adam ;
- 2,3 km vers le nord-ouest, jusqu’à la décharge (venant de l’ouest) du lac Lavade ;
- 6,8 km vers le nord dans une vallée encaissée en début de segment et en sortant à mi-segment du territoire de la réserve faunique des Laurentides, jusqu'à la confluence (venant de l’ouest) de la Petite rivière Jean-Boivin ;
- 3,9 km vers le nord, puis le nord-est, jusqu'au ruisseau Filion (venant du sud) ;
- 2,4 km vers le nord-est dans une vallée encaissée, puis en courbant vers l’est pour contourner une montagne, jusqu’à son embouchure[2].

La rivière Jean-Boivin se déverse sur la rive ouest de la rivière Cyriac. Cette confluence se situe à :
- 0,8 km à l’ouest de la limite de la ville de Saguenay ;
- 5,2 km à l’ouest du lac Simoncouche ;
- 4,9 km à l’ouest de la route 175 ;
- 4,9 km à l’est du lac McDonald ;
- 5,2 km au nord-est de la confluence de la rivière Jean-Boivin et de la Petite rivière Jean-Boivin ;
- 4,8 km au sud de la confluence de la rivière Cyriac et du lac Kénogami ;
- 9,6 km au sud-ouest du barrage de Portage-des-Roches ;
- 26,0 km au sud-ouest de la confluence de la rivière Chicoutimi et de la rivière Saguenay[2].

À partir de la confluence de la rivière Jean-Boivin avec la rivière Cyriac, le courant descend cette dernière sur 5,6 km vers le nord, puis le courant traverse le lac Kénogami sur 6,3 km vers le nord-est jusqu’au barrage de Portage-des-Roches, puis suit le cours de la rivière Chicoutimi sur 26,2 km vers l’est, puis le nord-est et le cours de la rivière Saguenay sur 114,6 km vers l’est jusqu’à Tadoussac où il conflue avec l’estuaire du Saint-Laurent.

## Toponymie
Le toponyme « rivière Jean-Boivin » a été officialisé le 5 décembre 1968 à la Banque des noms de lieux de la Commission de toponymie du Québec.